# 阿奇尔丹尼斯米德兰
阿徹丹尼爾斯米德蘭公司（英語：Archer Daniels Midland Company，簡稱ADM），是全球最大的農業生產、加工及製造公司，以生產油籽、玉米及小麥加工聞名於世界，其生產逾270種農作物加工產品，應用在全球的食品、飲料、營養保健、工業及畜牧飼料市場上。與路易达孚、嘉吉公司和邦吉公司並為世界四大粮商。

## 历史
- 於1902年成立，總部位於美國伊利諾州芝加哥。
- 2017年1月10日，Archer Daniels Midland宣布收购宠物食品公司——Crosswind Industries。[3]
- 2017年1月，Archer Daniels Midland同意以1.275亿美元将其作物风险服务（保险）部门出售给Validus Holdings。
- 2018年1月19日，阿彻丹尼尔斯米德兰公司（ADM）就收购事宜向邦吉有限公司进行了接洽，详情“还不清楚”。 此时，Bunge的市值约为98亿美元。自2017年5月以来，Glencore PLC（嘉能可）也一直在需求对邦吉进行收购。[3]
- 2018 年，ADM 同意以 2.43 亿美元收购英国益生菌补充剂公司 Probiotics International Limited。[3]
- 2019年，ADM同意从法国公司InVivo手中收购英国谷物和油籽生产商Gleadell剩余的50%股权，并以15.4亿欧元（17.3亿美元）完成对动物营养公司Neovia的收购。[3]

## 争议
1993年該公司涉嫌壟斷操控物價不法獲利，被於該公司潛行了3年的聯邦調查局臥底破獲，多名主管判罪公司也支付1億美金罰款。

## 相關參見
- 糧食權力

## 外部連結
- Archer Daniels Midland website
- . US Patent & Trademark Office.   [December 6, 2005]. （原始内容存档于2020-11-09）.
- Archer Daniels Midland: The Exxon of corn? — 2006 Grist Magazine article
- Archer Daniels Midland biomass timeline